# ونیامین الکساندروف
ونیامین الکساندروف (روسی: Вениамин Вениаминович Александров؛ ۱۸ آوریل ۱۹۳۷ – ۶ نوامبر ۱۹۹۱) بازیکن هاکی روی یخ اهل اتحاد جماهیر شوروی سوسیالیستی بود.